# Estádio Waldomiro Gelinski
O Estádio Waldomiro Gelinski é um estádio de futebol localizado na cidade de Guarapuava, no estado do Paraná, tem capacidade para 3.516 pessoas e pertence a Associação Atlética Batel.

## Leilão
O estadio foi posto para leilão mas o presidente do clube Alfredo Gelinski junto com a Prefeitura Municipal conseguiu evitar que o estadio fosse vendido.

## Mandos de jogos
A Associação Atlética Batel mandou seus jogos pelo Campeonato Paranaense de Futebol na primeira divisão de 1990 ate 2001, na Segunda Divisão nas edições de 1989, 1998 e 2002 na Terceira divisão em 2009, 2015 e 2016.